# Campeonato Paraguayo de Fútbol 1956
El Campeonato Paraguayo de Fútbol de 1956 fue la cuadragésima sexta edición del principal torneo de fútbol de Paraguay.
El campeón del torneo fue el Club Olimpia quienes obtuvieron su décimo cuarto campeonato en la primera categoría.

## Primera fase
|  | Avanzan a segunda fase. |

| Equipo                |
| --------------------- |
| Club Olimpia          |
| Club Libertad         |
| Club Cerro Porteño    |
| Club Sol de América   |
| Club Guaraní          |
| Club Nacional         |
| Club Presidente Hayes |
| General Genes         |

## Segunda fase
|  | Finalistas. |

| Equipo              |
| ------------------- |
| Club Olimpia        |
| Club Libertad       |
| Club Cerro Porteño  |
| Club Sol de América |
| Club Guaraní        |

### Final
| 1956 | Club Olimpia | 1 - 0 | Club Libertad |  |  |

| 1956 | Club Olimpia | 5 - 1 | Club Libertad |  |  |

| Bandera de Paraguay  |
| Campeón Club Olimpia |
| Décimo cuarto título |